# Шенген (комуна)
Шенген (люксемб. Schengen, фр. Schengen, нім. Schengen) — комуна Люксембургу. Входить до складу кантону Реміх в окрузі Гревенмахер.

## Географія
Площа території комуни становить 10,63 км² (104-е місце за цим показником серед 116 комун Люксембургу).
Найвища точка комуни над рівнем моря — 302 метрів (111-е місце за цим показником серед комун країни), найнижча — 142 метрів (7-е місце).

## Демографія
Станом на 2011 рік на території комуни мешкало 1 553 ос.
Динаміка чисельності населення:

## Адміністративний поділ
До складу комуни входять наступні поселення:
| Поселення | Населення за даними переписів: | Населення за даними переписів: | Населення за даними переписів: |
| Поселення | на 31.03.1981                  | на 01.03.1991                  | на 15.02.2001                  |
| --------- | ------------------------------ | ------------------------------ | ------------------------------ |
| Ремершен  | 562                            | 509                            | 637                            |
| Шенген    | 317                            | 359                            | 425                            |
| Вінтранж  | 281                            | 287                            | 347                            |